# Theobroma microcarpum
Theobroma microcarpum är en malvaväxtart som beskrevs av Carl Friedrich Philipp von Martius. Theobroma microcarpum ingår i släktet Theobroma och familjen malvaväxter. Inga underarter finns listade i Catalogue of Life.